# Francisco Fortunato de Gouveia

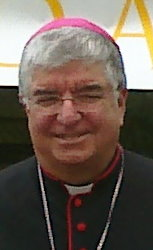
Bischof Francisco Fortunato de Gouveia

Wappen von Francisco Fortunato de Gouveia

Francisco Fortunato de Gouveia (* 11. Juni 1951 in Kapstadt, Südafrika) ist ein südafrikanischer Geistlicher und emeritierter römisch-katholischer Bischof von Oudtshoorn.

## Leben
Francisco Fortunato de Gouveia empfing am 11. Januar 1976 das Sakrament der Priesterweihe für das Erzbistum Kapstadt.
Am 28. Mai 2010 ernannte ihn Papst Benedikt XVI. zum Bischof von Oudtshoorn. Der Erzbischof von Kapstadt, Stephen Brislin, spendete ihm am 17. Juli desselben Jahres die Bischofsweihe; Mitkonsekratoren waren der Apostolische Nuntius in Südafrika, Erzbischof James Patrick Green, und der emeritierte Bischof von Oudtshoorn, Edward Robert Adams.
Papst Franziskus nahm am 2. Juli 2018 seinen vorzeitigen Rücktritt an.